# Josef Kadraba
Josef Kadraba (29. září 1933 Řevničov – 5. srpna 2019 Praha) byl československý fotbalista.

## Kariéra
Začínal v Rakovníku, v československé lize hrál za Slavoj Liberec, Tankistu Praha, Spartak Praha Sokolovo, TJ SONP Kladno a Slavii Praha. Za Slavii v letech 1965 až 1967 nastoupil ke 114 utkáním a vsítil v nich celkem 46 branek. Celkem nastřílel 117 ligových branek. Objevil se také 17x v reprezentačním mužstvu, dal 9 gólů a byl členem kádru, který na mistrovství světa v Chile vybojoval stříbrné medaile. V semifinále vstřelil branku Jugoslávii. V roce 1967 odešel pracovně do Vídně. Po pětiletém legálním pobytu se však nevrátil zpět a v nepřítomnosti byl odsouzen na dva roky odnětí svobody. Byl technicky vyspělým hráčem hrajícím s přehledem a citem pro brankové příležitosti. Oceňován byl pro své umění ve hře hlavou.

## Ligová bilance
| Ročník                                   | Zápasy | Góly | Klub                   |
| ---------------------------------------- | ------ | ---- | ---------------------- |
| Přebor československé republiky 1953     | –      | 3    | Slavoj Liberec         |
| Přebor československé republiky 1954     | 13     | 7    | Tankista Praha         |
| Přebor československé republiky 1955     | 10     | 4    | Tankista Praha         |
| Přebor československé republiky 1955     | –      | 3    | Spartak Praha Sokolovo |
| 1. československá fotbalová liga 1956    | 17     | 14   | Spartak Praha Sokolovo |
| 1. československá fotbalová liga 1957/58 | 18     | 6    | Spartak Praha Sokolovo |
| 1. československá fotbalová liga 1957/58 | 9      | 3    | Baník Kladno           |
| 2. československá fotbalová liga 1958/59 | –      | –    | TJ SONP Kladno         |
| 2. československá fotbalová liga 1959/60 | –      | –    | TJ SONP Kladno         |
| 1. československá fotbalová liga 1960/61 | 26     | 16   | TJ SONP Kladno         |
| 1. československá fotbalová liga 1961/62 | 26     | 14   | TJ SONP Kladno         |
| 1. československá fotbalová liga 1962/63 | 23     | 13   | TJ SONP Kladno         |
| 1. československá fotbalová liga 1963/64 | 26     | 9    | TJ SONP Kladno         |
| 1. československá fotbalová liga 1964/65 | 10     | 0    | TJ SONP Kladno         |
| 1. československá fotbalová liga 1965/66 | 26     | 13   | Slavia Praha           |
| 1. československá fotbalová liga 1966/67 | 21     | 12   | Slavia Praha           |
| CELKEM                                   | –      | 117  |                        |